# Jedlik Ányos-díj
A Jedlik Ányos-díj a feltalálói tevékenységük, illetve iparjogvédelmi munkásságuk alapján miniszteri elismerésben részesülő személyek elismerése.
- A Szellemi Tulajdon Nemzeti Hivatala (akkoriban Magyar Szabadalmi Hivatal) centenáriuma alkalmából – a Hivatal elnökével egyetértésben kiadott – 16/1996. (III. 20.) IKM rendelettel alapított szakmai díj, amely a kimagaslóan sikeres feltalálói tevékenység, valamint a kiemelkedő színvonalú és hatékonyságú iparjogvédelmi munkásság elismeréseként adományozható. [2. § (1) bek.] Alapítása évében a Jedlik Ányos-díj adományozására a Magyar Szabadalmi Hivatal centenáriumának megünneplése alkalmával került sor.
- A Jedlik Ányos-díjat – a Hivatal felett felügyeletet gyakorló miniszter által átruházott jogkörben – a Hivatal elnöke adományozza. [4. § (1) bek.]
- A díjjal járó jutalom forrása a Hivatal költségvetése. [3. § (2) bek.]
- Évente öt díj adományozható. Közös feltalálói tevékenység, illetve iparjogvédelmi munkásság esetén a díj megosztva is adományozható. [2. § (2) bek.]
- A kitüntetett az adományozást igazoló oklevelet és plakettet kap. [2. § (3) bek.][1]

## A plakett

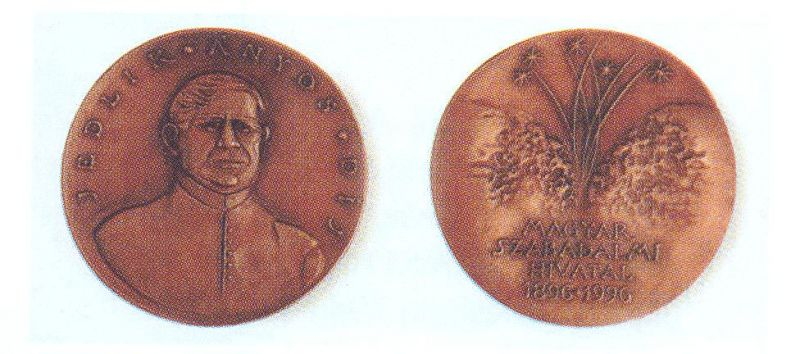
A Magyar Szabadalmi Hivatal Jedlik Ányos-díja

- A plakett 9 cm átmérőjű kétoldalas bronzérem. Formája kerek. Előlapját Jedlik Ányos domború mellképe díszíti, a Jedlik Ányos-díj körirattal. Hátlapja domború kráterszerű képződményt ábrázol, kipattanó – az alkotó gondolatot, a találmányt szimbolizáló – szikrákkal, valamint - 2011-től - Szellemi Tulajdon Nemzeti Hivatala (eredetileg: Magyar Szabadalmi Hivatal 1896–1996) felirattal. Pereme a kitüntetett nevét és a plakettet alkotó művész, Asszonyi Tamás AT monogramját tünteti fel.

## Az eddigi díjazottak

### 1996
- Bendzsel Miklós dr., a Magyar Szabadalmi Hivatal akkori ügyvezető elnökhelyettese
- Ficsor Mihály dr., az Igazságügyi Minisztérium akkori főosztályvezetője
- Rubik Ernő feltaláló, egyetemi tanár, a Magyar Mérnökakadémia elnöke
- Sulyok Béla feltaláló, a Magyar Feltalálók Egyesülete titkára
- Szentpéteri Ádám dr., az S. B. G. & K. Nemzetközi Szabadalmi és Ügyvédi Iroda alapító tagja

### 1997
- Hermecz István dr., a CHINOIN Gyógyszer és Vegyészeti Termékek Gyára Rt. Kémiai Kutatási Osztályának vezetője, címzetes egyetemi tanár
- Lontai Endre dr., az Eötvös Loránd Tudományegyetem Állam-és Jogtudományi Karának egyetemi tanára, a Magyar Iparjogvédelmi és Szerzői Jogi Egyesület elnöke
- Pusztai Gyula dr., az Országos Találmányi Hivatal volt elnöke, a Magyar Védjegy Egyesület elnöke
- Szabó Zoltán, szabadalmi ügyvivő, a Gödölle, Kékes, Mészáros & Szabó Szabadalmi és Védjegy Iroda tagja. 1990-től vesz részt a Magyar Iparjogvédelmi és Szerzői Jogi Egyesület tevékenységében. A Magyar Szabadalmi Ügyvivői Kamara elnökségének tagja volt 1996 és 2002 között, 2003-tól 2005-ig pedig a Kamara elnöke.
- Tajnafői József dr., egyetemi tanár, a Miskolci Egyetem Szerszámgépek Tanszékének volt vezetője, korábbi tudományos rektorhelyettes

#### Honoris causa Jedlik Ányos-díj
- Glatz Ferenc, a Magyar Tudományos Akadémia elnöke
- Várszegi Asztrik pannonhalmi főapát[2]

### 1998
- Andrási Ferenc dr., a Gyógyszerkutató Intézet Farmakológiai Osztályának vezetője,
- Bedő Zoltán dr., az MTA Mezőgazdasági Kutatóintézete igazgatója, a mezőgazdasági tudomány doktora,
- Gémes István dr., a Nitroil Vegyipari Termelő–Fejlesztő Rt. elnök-vezérigazgatója,
- Palágyi Tivadar dr., szabadalmi ügyvivő, a Danubia Szabadalmi és Védjegyiroda Kft. tagja, az AIPPI Magyar Csoportjának elnöke,
- Richter Péter dr., a Budapesti Műszaki Egyetem Atomfizika Tanszékének tanszékvezető egyetemi tanára, a műszaki tudományok doktora.[3]

### 1999
- Gödölle István dr., szabadalmi ügyvivő, a Magyar Szabadalmi Ügyvivői Kamara elnöke
- Greguss Pál feltaláló, vegyész, az alkalmazott biofizika professzora
- Marosi György villamosmérnök, szabadalmi ügyvivő, a Magyar Iparjogvédelmi és Szerzői Jogi Egyesület főtitkára,
- Podmaniczky András feltaláló fizikus, vállalkozó, a MTESZ OPAKFI Szakosztályának elnöke,
- Tőke László feltaláló vegyészmérnök, akadémikus, a BME egyetemi tanára.[4]

### 2000
- Ambrus Gábor, dr., gyógyszerkutató feltaláló, a Gyógyszerkutató Intézet Kft. biotechnológiai igazgatóhelyettese
- Beke György, dr., vegyészmérnök feltaláló, a Kertészeti és Élelmiszeripari Egyetem címzetes egyetemi tanára
- Csanda Ferenc dr., okleveles mérnök, építési szakmérnök feltaláló, a Supernodig Kft. ügyvezető igazgatója
- Mándi Attila dr., vegyészmérnök, szabadalmi ügyvivő, az EGIS Nyrt. Iparjogvédelmi Önálló Osztályának vezetője
- Ozvald István, vegyészmérnök, a Magyar Szabadalmi Hivatal Gyógyszeripari Osztályának elbírálója

#### Honoris causa Jedlik Ányos-díj
- Herczeg János, az Élet és Tudomány főszerkesztője
- Isépy Tamás dr., országgyűlési képviselő
- Király Árpád, a Jedlik Ányos Társaság főtitkára

### 2001
- Dudits Dénes, dr., agrármérnök, a Magyar Tudományos Akadémia tagja, címzetes egyetemi tanár, az MTA Szegedi Biológiai Központjának főigazgatója
- Finta László iparművész, az Ikarus Karosszéria- és Járműgyár nyugalmazott formatervezője
- Markó József dr., gépészmérnök, szabadalmi ügyvivő, az UNION Magyar Csoportjának elnöke
- Mojzes Imre, dr., feltaláló, villamosmérnök, a műszaki tudomány doktora, egyetemi tanár
- Somfai Éva, dr. vegyész, szabadalmi ügyvivő

### 2002
- Kovári György építőmérnök, szabadalmi ügyvivő, Advopatent Szabadalmi és Védjegy Iroda
- Mátyus Péter dr., egyetemi tanár, a Semmelweis Egyetem Gyógyszerésztudományi Kar Szerves Vegytani Intézetének igazgatója
- Pfeifer Ágnes okleveles könyvtáros, történelem szakos középiskolai tanár, a Magyar szabadalmi Hivatal Iparjogvédelmi Tájékoztatási és Oktatási Központ igazgatója
- Váradi János dr., gépészmérnök, ny. tanszékvezető egyetemi tanár, Szent István Egyetem, Gödöllő
- Vida Sándor dr., professzor, jogtanácsos, az állam- és jogtudományok doktora, Danubia Szabadalmi és Védjegy Iroda Kft.

#### Honoris causa Jedlik Ányos-díj
- Csermely Péter dr., egyetemi tanár, Semmelweis Egyetem, Budapest
- Juhász Endre, nagykövet, Magyar Köztársaság EU misszió, Brüsszel
- †Kende Béla dr., a Magyar Iparjogvédelmi Egyesület volt elnöke (posztumusz)

### 2003
- Greiner István dr., vegyészmérnök, kandidátus, a Richter Gedeon Rt. kutatási igazgatóhelyettese, a Magyar Iparjogvédelmi és Szerzői Jogi Egyesület alelnöke
- Posteinerné Toldi Márta okleveles vegyészmérnök, a Magyar Szabadalmi Hivatal műszaki elnökhelyettese
- Reiter József dr., vegyész, gyógyszer-szakmérnök, a kémiai tudomány doktora, egyetemi tanár, az EGIS Nyrt. ny. kutatási osztályvezetője
- Szentpéteri Ádám, ifj., okleveles vegyészmérnök, szabadalmi ügyvivő, az S.B.G. & K. Szabadalmi Ügyvivői Iroda vezetője, a Magyar Szabadalmi Ügyvivői Kamara elnöke
- Zrínyi Miklós dr., vegyész, a kémiai tudomány doktora, a BME fizikai kémia tanszékének tanszékvezető egyetemi tanára

#### Honoris causa Jedlik Ányos-díj
- Darina Kyliánová, a Szlovák Iparjogvédelmi Hivatal elnöke

### 2004
- Barkóczy József dr., okleveles vegyészmérnök, a kémiai tudomány kandidátusa, az EGIS Nyrt. főosztályvezető-helyettese
- Jalsovszky Györgyné dr., okleveles vegyész, ügyvéd, szabadalmi ügyvivő
- Pollhamer Ernőné dr., agrármérnök, a mezőgazdasági tudomány doktora, az MTA Mezőgazdasági Kutatóintézetének kutatója
- Sümeghy Pálné dr., jogász, a Magyar Szabadalmi Hivatal iparjogvédelmi szakmai főtanácsadója
- Zoltán István dr., villamosmérnök, a BME docense, szabadalmi ügyvivő, PhD-képzés témavezető (1992-től), feltaláló

#### Honoris causa Jedlik Ányos-díj
- Bogsch Árpád dr., az ENSZ Szellemi Tulajdon Világszervezetének nyugalmazott főigazgatója
- Kroó Norbert dr., akadémikus, a Magyar Tudományos Akadémia főtitkára

### 2005
- Barna Árpád dr., villamosmérnök, fizikus, az MTA doktora, az MTA Műszaki Fizikai és Anyagtudományi Kutatóintézet tudományos tanácsadója
- Erdős György a Magyar Szabadalmi Hivatal elbírálója
- Kálmán Erika dr., a Bay Zoltán Anyagtudományi és Technológiai Intézet igazgatója, az MTA KK Felületmódosítás és Nanoszerkezetek Osztályának vezetője, a Budapesti Műszaki és Gazdaságtudományi Egyetem Vegyészmérnöki Karának egyetemi magántanára
- Priskin István, a Magyar Iparjogvédelmi Egyesület Békés megyei szervezetének elnöke és a MTESZ Békés Megyei Szervezete Egyesületi Tanácsának tagja

### 2006
- Borka József, dr., villamosmérnök, az MTA Számítástechnikai és Automatizálási Kutatóintézetének tudományos osztályvezetője
- Hajdú Judit, villamosmérnök, a Magyar Szabadalmi Hivatal Szabadalmi Főosztályának vezetője
- Mármarosi Tamásné vegyészmérnök, szabadalmi ügyvivő, a Chinoin Rt. – a Sanofi–Aventis vállalatcsoport tagja – Iparjogi Osztályának vezetője, a Magyar Szabadalmi Ügyvivői Kamara elnökhelyettese
- Matuz János dr., a mezőgazdaság-tudomány doktora, a szegedi Gabonatermesztési Kutató Kht. igazgatója
- Szalai Kálmán dr., híd- és szerkezetépítő mérnök, a műszaki tudomány doktora, a Budapesti Műszaki és Gazdaságtudományi Egyetem kutatóprofesszora

#### Honoris causa Jedlik Ányos-díj
- Antalovits Miklós dr., tanszékvezető egyetemi tanár, BMGE Gazdaság- és Társadalomtudományi Kar, Ergonómia és Pszichológia Tanszék

### 2007
- Faigl Ferenc dr., vegyészmérnök, a kémiai tudomány doktora, a BME Vegyészmérnöki és Biomérnöki Kar Szerves Kémiai Technológia Tanszékének egyetemi tanára
- Havasi János, okleveles villamosmérnök, a Magyar Szabadalmi Hivatal Védjegy és Mintaoltalmi Főosztályának helyettes vezetője
- Hidvégi Máté dr., biológus‑mérnök, a kémia habilitált doktora, a kémiai tudomány kandidátusa, a Biromedicina – Első Magyar Rákkutatási Részvénytársaság elnöke, c. egyetemi tanár
- Sipos József okleveles gépészmérnök, magyar és európai szabadalmi ügyvivő
- Vedres András dr., okleveles vegyész, a Magyar Feltalálók Egyesülete főtitkára, a Feltalálók Egyesületei Nemzetközi Szövetsége (IFIA) elnöke[5]

### 2008
- Antalffy-Zsíros András dr., okleveles villamosmérnök, jogász, a Danubia Szabadalmi és Jogi Iroda munkatársa
- Gönczi Csaba dr., okleveles vegyészmérnök, műszaki doktor, a Chinoin Zrt. (Sanofi–Aventis Csoport) vezető kutatója, a Szintetikus Fejlesztési Laboratórium vezetője
- Kéri György dr., okl. vegyész, biológiaprofesszor a Semmelweis Egyetemen, a Vichem Chemie Kutató Kft. ügyvezető igazgatója
- Kürtös József okl. építőmérnök, vízépítő szakmérnök, főosztályvezető-helyettes, Magyar Szabadalmi Hivatal, Szabadalmi Főosztály
- Várhelyi Olivér dr., jogász, főosztályvezető (Igazságügyi és Rendészeti Minisztérium Európai Uniós Jogi Főosztály)

#### Honoris causa Jedlik Ányos-díj
- Hajtó Ödön dr., okl. mérnök, műszaki doktor, a Magyar Mérnöki Kamara alapító elnöke
- Meskó Attila dr., állami díjas geofizikus, egyetemi tanár, akadémikus, a Magyar Tudományos Akadémia főtitkára

### 2009
- Karácsonyi Béla okleveles vegyész, közgazda, szabadalmi ügyvivő, az Advopatent Szabadalmi és Védjegy Iroda vezetője
- Kovács Kornél dr., biológus, az MTA doktora, a Szegedi Tudományegyetem tanszékvezető egyetemi tanára
- Ruzsányi Tamás dr., villamosmérnök, a BME egyetemi doktora, a Ganz–Škoda Electric Zrt. műszaki és fejlesztési igazgatója
- Szendrő Péter dr., mezőgazdasági gépészmérnök, az MTA doktora, a Szent István Egyetem egyetemi tanára, korábbi rektora
- Vadász Ágnes okleveles vegyész, informatikus, a Magyar Szabadalmi Hivatal korábbi igazgatóhelyettese, szakmai főtanácsadó[6]

### 2010
- Jamrik Péter villamosmérnök, a Novofer Távközlési Zrt. vezérigazgatója, a Novofer Alapítvány alapítója
- Molnár Imre vegyész, magyar és európai szabadalmi ügyvivő, a Danubia Szabadalmi és Jogi Iroda Kft. ügyvezetője
- Orbán Gyula vegyészmérnök, a humán és állati gyógyhatású készítmények kutatás-fejlesztésére szakosodott CHEMOR Kft. igazgató-tulajdonosa,
- Szabó Zoltán gépészmérnök, a GEA EGI Energiagazdálkodási Zrt. elnöki tanácsadója,
- Veisz Ottó agrármérnök, az MTA doktora, az MTA Mezőgazdasági Kutatóintézet igazgatóhelyettese,

#### Honoris causa Jedlik Ányos-díj
- Beck Mihály akadémikus, a Debreceni Egyetem professzor emeritusa, az MTA Kémiai Kutatóintézet kutatóprofesszora.
- Mayer Farkas szerzetes-tanár, a Rátz Tanár Úr-életműdíj kitüntetettje, Jedlik Ányos életének kutatója (posztumusz)[7]

### 2011
A díjakat a Hivatal elnöke 2011. március 16-án adta át. (Honoris causa Jedlik Ányos-díj átadására nem került sor.)
- Almási Gyula őrnagy, a Nemzeti Adó- és Vámhivatal kiemelt Ügyek és Adózók Vám- és Pénzügyőri Igazgatósága Szellemi Tulajdonjog-védelmi Osztályának osztályvezetője, a Magyar Védjegy Egyesület elnökségi tagja
- Kecskeméthy Géza okleveles gépészmérnök, a Kompozitor Műanyagipari Fejlesztő Kft. alapító tulajdonosa és ügyvezető igazgatója
- Lantos Mihály okleveles villamosmérnök, gazdasági mérnök, magyar és európai szabadalmi ügyvivő, a Danubia Szabadalmi és Jogi Iroda Kft. ügyvezető igazgatója, a Magyar Védjegy Egyesület elnökségi tagja
- Mátyus László dr., egyetemi tanár, a Debreceni Egyetem Általános Orvostudományi Kara Biofizikai és Sejtbiológiai Intézetének tanszékvezető professzora
- Vilmos András okleveles közgazdász, a SafePay Systems Kft ügyvezető igazgatója.

### 2012
- Csiszár István, okleveles villamosmérnök,
- Dörnyei József, okleveles gépészmérnök,
- Horváth József, okleveles technikus,
- Kereszty Marcell dr., okleveles villamosmérnök, jogász, közgazdász,
- Molnár Béla, belgyógyász, gasztroenterológus szakorvos.

#### Honoris causa
- Hámori József dr. agykutató, az MTA korábbi alelnöke,
- Željko Topić, a Horvát Köztársaság Szellemi Tulajdon Hivatalának főigazgatója[8]

### 2013
- Bacher Vilmos gyémántokleveles jogász
- Beke Béla Ferenc okleveles agrármérnök
- Faludi Gábor jogász
- Szépvölgyi János okleveles vegyészmérnök
- Török Ferenc okleveles vegyész

#### Honoris causa
- Gyulai József Széchenyi-díjas akadémikus

### 2014
- Babcsán Norbert okleveles mérnök-fizikus
- Bencze Gábor biológus
- Nagy Zoltán vállalkozás-szervező
- Raisz Iván kémikus
- Szamosi Katalin ügyvéd

#### Honoris causa
- Pakucs János, a Magyar Innovációs Szövetség alapító elnöke

### 2015[9]
- Gláser Tamás vegyészmérnök, iparjogvédelmi szakértő, a Brand Way & Compass Kft. vezető tanácsadója, a Magyar Védjegy Egyesület ügyvezető elnöke
- dr. Klebovich Imre gyógyszerész, az MTA doktora, a Semmelweis Egyetem professzora, a Gyógyszerkutatási és Gyógyszerbiztonsági Centrum igazgatósági tagja
- dr. Kruppa József agrármérnök, tiszteletbeli egyetemi docens, címzetes főiskolai tanár, a Kruppa-Mag Kutató, Vetőmagtermesztő és Kereskedelmi Kft. ügyvezetője
- dr. Pethő Árpád magyar és európai szabadalmi ügyvivő, okleveles vegyész, a Danubia Szabadalmi és Jogi Iroda Kft. ügyvezető igazgatója, a MIE ügyvezető elnöke
- Holakovszky László, gépészmérnök, feltaláló, újságíró[10]

#### Honoris Causa Jedlik Ányos-díj
- dr. Jeszenszky Sándor okleveles villamosmérnök, tudománytörténész, a műszaki tudományok kandidátusa, a Magyar Elektrotechnikai Múzeum nyugalmazott igazgatója

### 2016[11]
- Dr. Czibula László ny. osztályvezető, kutató, Richter Gedeon Gyógyszerészeti Gyár Nyrt.
- Dr. Hebling János fizikus, a Pécsi Tudományegyetem Fizikai Intézetének tanszékvezető egyetemi tanára
- Dr. Marton L. Csaba agrármérnök, az Akadémia Mezőgazdasági Intézetének osztályvezetője
- Őri János magyar és európai szabadalmi ügyvivő, a Szabadalmi Ügyvivői Kamara elnökségi tagja

#### Posztumusz Jedlik Ányos-díj
- Dr. Szántay Csaba (1928-2016) vegyészmérnök, egyetemi tanár, az MTA rendes tagja

#### Honoris Causa Jedlik Ányos-díj
- Dr. Major István ny. genfi WTO-nagykövet
- Dr. Ormos Pál biofizikus, az MTA rendes tagja, a Szegedi Biológiai Központ főigazgatója

### 2017[12]
- Farkas József gépészmérnök, menedzser gazdasági mérnök, a Sanatmetal Kft. tulajdonos igazgatója
- Glódi István, villamosmérnök, ny. szabadalmi elbíráló
- Ilku Lívia, dr., gyógyszerész, jogász, a Magyarországi Gyógyszergyártók Szövetségének igazgatója
- Mészáros Antal, a CSOMIÉP Betonmelior Kft. ügyvezető igazgatója
- Takáts Zoltán dr., az Imperial College, London professzora

### 2018[13]
- Juhász Márton, a NowTechnologies Zrt. alapítója, fejlesztő, feltaláló
- dr. Kemény Lajos, egyetemi tanár, az MTA doktora, a Szegedi Tudományegyetem Bőrgyógyászati és Allergológiai Klinika vezetője,
- dr. Láng László, okleveles agrármérnök, mezőgazdasági genetikai szakmérnök, mezőgazdaság-tudományi doktor és kandidátus
- dr. Volk Balázs, okleveles vegyészmérnök, PhD, az EGIS Gyógyszergyár hatóanyag-fejlesztési igazgatója.

#### Honoris Causa Jedlik Ányos-díj
- Gazda István dr. tudománytörténész

### 2019[14]
- Frankné Dr. Machytka Daisy  szabadalmi ügyvivő, vegyészmérnök,  partner a Gödölle, Kékes, Mészáros & Szabó Szabadalmi és Védjegy Irodánál
- Dr. Huszthy Péter, az MTA Köztestületének tagja, a kémiai tudományok kandidátusa, a Budapesti Műszaki és Gazdaságtudományi Egyetem Szerves Kémia Tanszék Csoport csoportvezető egyetemi tanára. *
- Dr. Sasvári Gabriella, ügyvéd, senior partner, elnökségi tag az SBGK Szabadalmi és Ügyvivői Irodánál
- Sebő Gyula, vállalkozó, feltaláló, a Julius-K9 márka alapítója
- Dr. Záray Gyula, a kémiai tudomány kandidátusa (MTA), a  kémiai tudomány doktora, az ELTE TTK tanszékvezető egyetemi tanára

### 2020[15]
- Balogh Géza hangsugárzást kutató villamosmérnök, az Interton Kft. ügyvezetője,
- Kiss György Botond biológus-genetikus, a Mezőgazdasági Biotechnológiai Központ Genetikai Intézetének nyugalmazott igazgatója,
- Dr. Mikófalvi Gábor iparjogvédelmi ügyvéd, a Magyar Védjegy Egyesület alelnöke,
- Simig Gyula, vegyészmérnök kutató, az Egis Gyógyszergyár nyugalmazott kutatási igazgatója,
- Vásárhelyi János, faipari mérnök, Ferenczy Noémi-díjas formatervező, egyetemi docens.

### 2021[16]
- Fekete Andrea gyermekgyógyász,
- Karikó Katalin kutatóbiológus,
- Dékány Imre egyetemi tanár,
- Kotschy András gyógyszerkutató és
- Szecskay András ügyvéd.

### 2022[17]
- Dr. Dékány Gyula okleveles vegyészmérnök, kutató, a Glycom és CarboCode vállalatok alapítója
- Dr. Fogassy Elemér egyetemi tanár, a kémia tudomány doktora
- Dr. Gonda Imre iparjogvédelmi szakjogász, főosztályvezető (Richter Gedeon Nyrt. Iparjogvédelmi Főosztály)
- Gyetvainé Virág Dóra okleveles gépészmérnök, az SZTNH műszaki elnökhelyettese
- Dr. Rózsa J. Balázs orvos, fizikus a Femtonics Kft. alapítója, ügyvezető igazgatója

#### Honoris Causa Jedlik Ányos-díj
- Racsek Zsóka (Racsek Tiborné)  mérlegképes könyvelő, a Magyar Iparjogvédelmi és Szerzői Jogi Egyesület titkára és könyvelője [18]